# Molen ten Baete

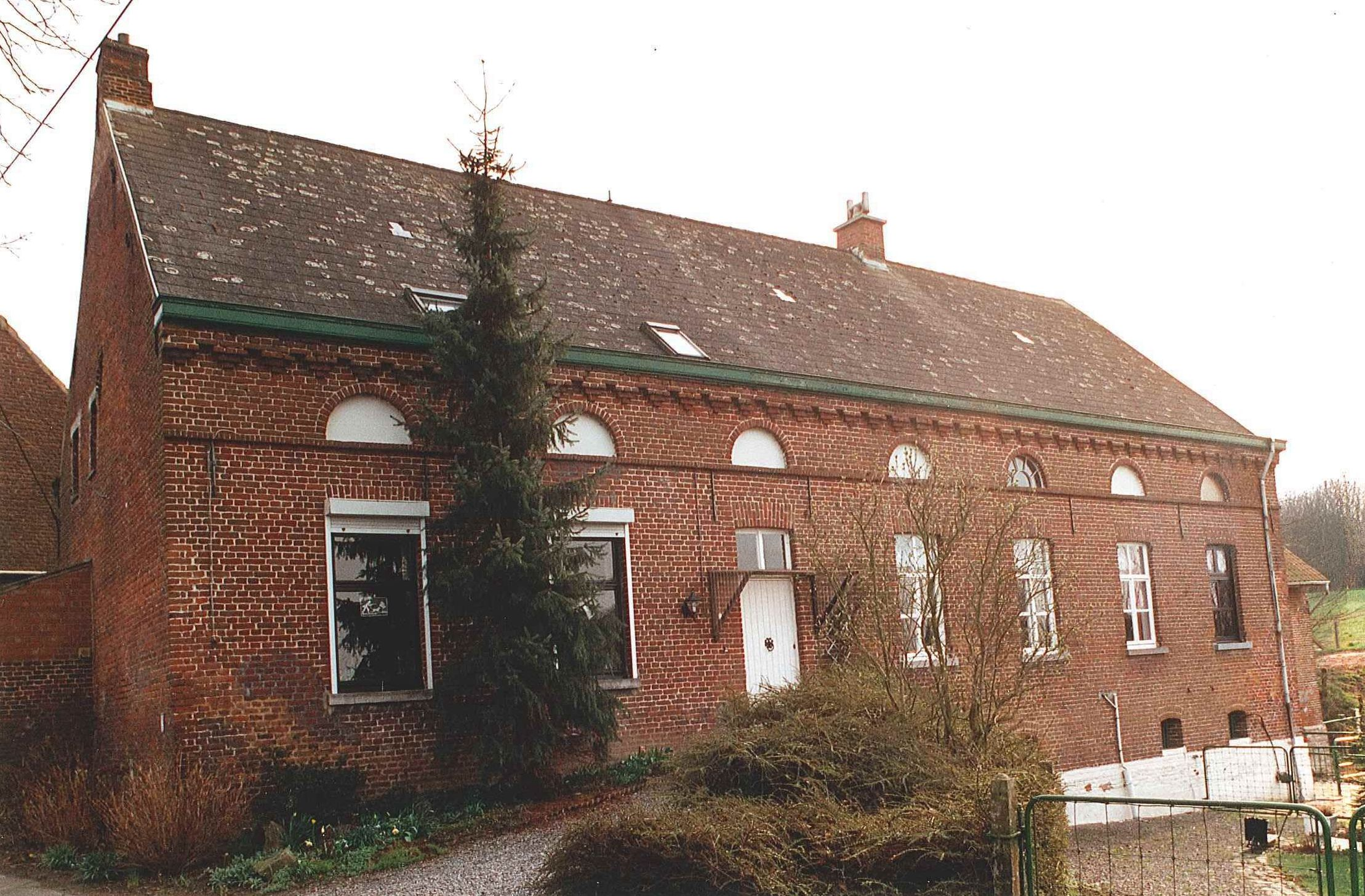

De Molen Ten Baete is een voormalige watermolen op de Molenbeek in de Beiaardstraat in Zulzeke (Kluisbergen). De bovenslagmolen werkte tot 1861. Enkel het molenhuis is nog bewaard gebleven.
- Inventaris van het Bouwkundig Erfgoed (Vlaanderen): 28440